# Торпеда
Торпе́да (от лат. torpedo narke — электрические скаты, сокращённо лат. torpedo) — самодвижущийся, самоуправляемый, радио или телеуправляемый подводный (полупогружённый) снаряд цилиндрической формы, несущий боевой заряд (не всегда — учебная торпеда), для поражения объектов противника.
В другом источнике указано что орудием нападения миноносцев и подводных лодок являются мины самодвижущиеся, или автоматические, иначе — самодвижущееся торпедо.  Морская торпеда состоит из цилиндрического обтекаемого корпуса с оперением и гребными винтами, или с реактивным соплом в хвосте (ракета-торпеда). В боевой части торпеды заключены ядерная или неядерная боевая часть, топливо, двигатель и приборы управления (в том числе наведения на цель). В качестве двигателя изначально применялись поршневые ДВС, в дальнейшем двигатели Вальтера и электромоторы; наиболее мощные современные торпеды могут иметь ядерный двигатель.
Наиболее распространённый калибр морских торпед (диаметр корпуса в наиболее широкой его части) — 533 миллиметра (21 дюйм) (также известны образцы от 254 до 660 мм). Средняя длина (для универсальных торпед) — около 7 метров, масса (для универсальных торпед) — около 2 тонн, заряд взрывчатого вещества (для универсальных торпед) — 200—400 килограммов.
Морские торпеды состоят на вооружении надводных (торпедных катеров, миноносцев и прочих) и подводных кораблей, самолётов и вертолётов, как составная часть входят в состав противолодочных ракетных комплексов. Также существовали наземные (береговые) торпедные установки, предназначавшиеся для контроля узких проливов.
Развитие торпеды потребовало решения ряда сложных технических проблем усилиями нескольких поколений изобретателей. Тем не менее новейшие проблемы развития торпеды ещё ждут своего конструктивного и научного решения.

## Происхождение термина
В русском языке слово «торпедо» встречается уже в 1864 году, ещё до изобретения И. Ф. Александровского. Но тогда оно ещё обозначало не самодвижущееся устройство, а морскую мину (подводная мина, в оригинале — «подводная машина, употребляемая для взрыва судов»).
В 1865 году (за год до патентования торпеды Уайтхедом) И. Ф. Александровский относительно своего изобретения употребляет термин «самодвижущееся торпедо». Позже этот термин не прижился, и, вплоть до 1917 года и реформирования армии, торпеды на русском флоте именуют «самодвижущимися минами» или «минами Уайтхеда», торпедистов — «минёрами», торпедную атаку — «минной атакой», а торпедные корабли, соответственно — «минными» («миноноски», «миноносцы», «эскадренные миноносцы» и т. п.).
В обрусевшей форме «торпеда» термин употребляется в печати как минимум с 1877 года.
По поводу первого употребления этого термина в английском языке единого мнения нет. Некоторые авторитетные источники утверждают, что первая запись этого термина относится к 1776 году и в оборот его ввёл Дэвид Бушнелл, изобретатель одного из первых прототипов подводных лодок — «Черепахи». По другой, более распространённой версии первенство употребления этого слова в английском языке принадлежит Роберту Фултону и относится к началу XIX века (не позднее 1810 года)
И в том, и в другом случае термин «torpedo» обозначал не самодвижущийся сигарообразный снаряд, а подводную контактную мину яйцеобразной или бочонкообразной формы, которые имели мало общего с торпедами Уайтхеда и Александровского.
Изначально в английском языке слово «torpedo» обозначает электрических скатов, и существует с XVI века и заимствовано из латинского языка (лат. torpedo), которое, в свою очередь, первоначально обозначало «оцепенение», «окоченение», «неподвижность». Термин связывают с эффектом от «удара» электрического ската.
На начало XX столетия в Вооружённых силах Российской империи употребляли слово «Торпедо» или словосочетание Торпедо полевые для особых чугунных ящиков цилиндрической или иной формы около пуда весом и содержащих до 20 фн. пироксилина или иного взрывчатого вещества, для употребления в полевой и крепостной войне.

## Классификация
Современные торпеды классифицируются по следующим определяющим признакам:
По назначению
- Противокорабельные (первоначально все торпеды);
- Противолодочные (предназначенные для поражения подводных кораблей).
- Универсальные (предназначены для поражения как надводных, так и подводных кораблей);

По принадлежности к носителям
- Для надводных кораблей;
- Унифицированные для подводных лодок и надводных кораблей;
- Унифицированные для вертолётов, самолётов противолодочной авиации;
- Используемые в качестве боевых частей в ракето-торпедах;
- Используемых в качестве боевых частей в минах-торпедах[13];

По виду двигателя (по типу энергосиловой установки)
- На сжатом воздухе (до Первой мировой войны);
- Парогазовые — жидкое топливо сгорает в сжатом воздухе (кислороде) с добавлением воды, а полученная смесь вращает турбину или приводит в действие поршневой двигатель; 
отдельным видом парогазовых торпед являются торпеды с ПГТУ Вальтера.
- Пороховые — газы от медленно горящего пороха вращают вал двигателя или турбину;
- Электрические;
- Реактивные — не имеют гребных винтов, используется реактивная тяга (торпеды: РАТ-52, «Шквал»). Необходимо отличать реактивные торпеды от ракето-торпед, представляющих собой ракеты с боевыми частями-ступенями в виде торпед (ракетоторпеды «ASROC», «Водопад» и др.).

По способу наведения
- Неуправляемые — первые образцы;
- Прямоидущие — с магнитным компасом или гироскопическим полукомпасом;
- Маневрирующие по заданной программе (циркулирующие) в районе предполагаемых целей — применялись Германией во Второй мировой войне;
- Самонаводящиеся пассивные — по физическим полям цели, в основном по шуму или изменению свойств воды в кильватерном следе (первое применение — во Второй мировой войне), акустические торпеды Цаукениг (Германия, применялись подводными лодками) и Mark 24 FIDO (США, применялись только с самолётов, так как могли поразить свой корабль);
- Самонаводящиеся активные — имеют на борту гидролокатор. Многие современные противолодочные и многоцелевые торпеды;
- Телеуправляемые — наведение на цель осуществляется с борта надводного или подводного корабля по проводам (оптоволокну).

По типу применяемого заряда
- С зарядом обычного взрывчатого вещества;
- С ядерными боеприпасом[13];

По способу подрыва заряда (по типу взрывателя)
- С контактным взрывателем;
- С неконтактным взрывателем;
- С комбинированным взрывателем;
- С дистанционным взрывателем[13].

По габаритам
- Малогабаритные (калибр до 400 мм);
- Среднегабаритные (калибр до 550 мм);
- Крупногабаритные (калибр более 600 мм)[13].

По режимам хода
- Однорежимные;
- Многорежимные (с переключением режима на ходу и при приготовлении)[13];

По типу траектории
- Прямоидущие;
- Маневрирующие[13];

По следности
- Следные;
- Бесследные[13];

Первые советские атомные лодки проекта 627 предполагалось вооружать крупнейшими торпедами Т-15, калибром 1550 мм, которые должны были доставлять сверхмощные термоядерные заряды (100 Мт) к вражеским морским базам. Однако проект был закрыт и лодки получили обычные торпеды калибра 533 мм (в том числе с ядерной боевой частью).

## История
Первым идею о самодвижущемся морском снаряде в начале XV века высказал итальянский инженер Джованни да Фонтана. Впервые термин «torpedo» для обозначения морского боеприпаса использовал Роберт Фултон в начале XIX века. В течение всего XIX века различными инженерами разрабатывались проекты подводных самодвижущихся снарядов, но на ракетной тяге.
Первая самодвижущаяся мина («самодвижущееся торпедо») была создана 1865 году русским изобретателем И. Ф. Александровским.

«В 1865 году,— пишет Александровский,— мною был представлен… адмиралу Н. К. Краббе (управляющий Морским министерством Авт.) проект изобретённого мною самодвижещегося торпедо. Сущность… торпедо ничего более, как только копия в миниатюре с изобретённой мною подводной лодки. Как и в моей подводной лодке, так и моем торпедо главным двигатель — сжатый воздух, те же горизонтальные рули для направления на желаемой глубине… с той лишь разницей, что подводная лодка управляется людьми, а самодвижущееся торпедо… автоматическим механизмом. По представлению моего проекта самодвижущегося торпедо Н. К. Краббе нашёл его преждевременным, ибо в то время моя подводная лодка только строилась».— 
Первые образцы торпед (торпеды Уайтхеда) разработал англичанин Роберт Уайтхед (1866 год).
29 мая 1877 во время битвы в бухте Пакоча торпеда была впервые применена британским флотом в боевых условиях, однако безуспешно — цель сумела уклониться от попадания.
Впервые торпеды были успешно применены Россией во время Русско-турецкой войны 1877—1878 годов. 14 января 1878 года, в результате операции, проведённой под руководством адмирала Макарова против турецкого флота в районе Батума, два катера, «Чесма» и «Синоп», спущенные с минного транспорта «Великий князь Константин», потопили турецкий пароход «Интибах». Торпеды также активно применялись во время первой Русско-японской войны.
По-видимому, первой управляемой торпедой является разработанная в 1877 году Торпеда Бреннана.

### Первая мировая война
Во время Первой мировой войны торпеды применялись воюющими сторонами не только в условиях акватории моря, но и также на реках: например, 27 августа 1916 года румынские торпедные катера атаковали австро-венгерские мониторы возле болгарского города Русе на Дунае. Атака была неудачной для румын: торпеды прошли далеко от целей, а флагманский корабль австрийской группы — «Бодрог» — потопил один из атакующих катеров.

### Вторая мировая война
Электрические торпеды
Одним из недостатков парогазовых торпед является наличие на поверхности воды следа (пузырьков отработанного газа), демаскирующего торпеду и создающего атакованному кораблю возможность для уклонения от неё и определения местонахождения атакующих, поэтому после Первой мировой войны начались попытки применения в качестве двигателя торпеды электромотора. Идея была очевидна, но ни одно из государств, кроме Германии, до начала Второй мировой войны реализовать её не смогло.
Кроме тактических преимуществ, оказалось, что электрические торпеды сравнительно просты в изготовлении (так, трудозатраты на изготовление стандартной немецкой парогазовой торпеды G7a(T1) составляли от 3740 человеко-часов в 1939 г. до 1707 человеко-часов в 1943 г.; а на производство одной электроторпеды G7e (Т2) требовалось 1255 человеко-часов).
Однако максимальная скорость хода электроторпеды равнялась только 30 узлам, в то время как парогазовая торпеда развивала скорость хода до 46 узлов. Также существовала проблема устранения утечки водорода из батареи аккумуляторов торпеды, что иногда приводило к его скоплению и взрывам.
В Германии электрическую торпеду создали ещё в 1918 г., но в боевых действиях её применить не успели. Разработки продолжили в 1923 г., на территории Швеции. В 1929 г. новая электрическая торпеда была готова к серийному производству, но официально её приняли на вооружение только в 1939 г. под обозначением G7e. Работы были настолько засекречены, что британцы узнали о ней только в том же 1939, когда части такой торпеды обнаружили при осмотре линейного корабля «Ройял Оук», торпедированного в Скапа-Флоу на Оркнейских островах.
Однако уже в августе 1941 на захваченной U-570 в руки британцев попали полностью исправные 12 таких торпед. Несмотря на то, что и в Британии, и в США в то время уже имелись опытные образцы электрических торпед, они просто скопировали германскую и приняли её на вооружение (правда, только в 1945, после окончания войны) под обозначением Mk-XI в британском и Mk-18 в американском флоте.
Работы по созданию специальной электрической батареи и электродвигателя, предназначенных для торпед калибра 533 мм, начали в 1932 г. и в Советском Союзе. В течение 1937—1938 гг. было изготовлено две опытовые электрические торпеды ЭТ-45 с электродвигателем мощностью 45 кВт. Она показала неудовлетворительные результаты, поэтому в 1938 г. разрабатывается принципиально новый электродвигатель с вращающимися в разные стороны якорем и магнитной системой, с высоким КПД и удовлетворительной мощностью (80 кВт). Первые образцы новой электрической торпеды изготовили в 1940 г.
И хотя германская электрическая торпеда G7e попала в руки и советских инженеров, но те не стали её копировать, а в 1942 г., после проведения государственных испытаний, была принята на вооружение отечественная торпеда ЭТ-80.
Пять первых боевых торпед ЭТ-80 поступили на Северный флот в начале 1943 г. Всего во время войны советские подводники израсходовали 16 электрических торпед.
Таким образом, реально во Второй мировой войне электрические торпеды имели на вооружении Германия и Советский Союз.
Доля электрических торпед в боекомплекте подводных лодок кригсмарине составляла до 80 %.
Неконтактные взрыватели
Независимо друг от друга, в строгой тайне и почти одновременно военно-морские флоты Германии, Англии и Соединённых Штатов разработали магнитные взрыватели для торпед. Эти взрыватели имели большое преимущество перед более простыми контактными взрывателями. Противоминные переборки, находящиеся ниже броневого пояса кораблей, сводили к минимуму разрушения, вызываемые при попадании торпеды в борт. Для максимальной эффективности поражения торпеда с контактным взрывателем должна была попасть в небронированную часть корпуса, что оказывалось весьма трудным делом. Магнитные взрыватели были сконструированы таким образом, что срабатывали при изменениях магнитного поля Земли под стальным корпусом корабля и взрывали боевую часть торпеды на расстоянии 0,3—3 метра от его днища. Считалось, что взрыв торпеды под днищем корабля наносит ему в два или три раза большие повреждения, чем такой же по мощности взрыв у его борта.
Однако первые германские магнитные взрыватели статического типа (TZ1), которые реагировали на абсолютную величину напряжённости вертикальной составляющей магнитного поля, просто пришлось снять с вооружения в 1940 г., после Норвежской операции. Эти взрыватели срабатывали после прохождения торпедой безопасной дистанции уже при лёгком волнении моря, на циркуляции или при недостаточно стабильном ходе торпеды по глубине. В результате этот взрыватель спас несколько британских тяжёлых крейсеров от неминуемой гибели.
Новые германские неконтактные взрыватели появились в боевых торпедах только в 1943 г. Это были магнитодинамические взрыватели типа Pi-Dupl, в которых чувствительным элементом являлась индукционная катушка, неподвижно закреплённая в боевом отделении торпеды. Взрыватели Pi-Dupl реагировали на скорость изменения вертикальной составляющей напряжённости магнитного поля и на смену её полярности под корпусом корабля. Однако радиус реагирования такого взрывателя в 1940 г. составлял 2,5—3 м, а в 1943 по размагниченному кораблю едва достигал 1 м.
Только во второй половине войны на вооружение германского флота приняли неконтактный взрыватель TZ2, который имел узкую полосу срабатывания, лежащую за пределами частотных диапазонов основных видов помех. В результате даже по размагниченному кораблю он обеспечивал радиус реагирования до 2—3 м при углах встречи с целью от 30 до 150°, а при достаточной глубине хода (порядка 7 м) взрыватель TZ2 практически не имел ложных срабатываний из-за волнения моря. Недостатком ТZ2 являлось заложенное в него требование обеспечить достаточно высокую относительную скорость торпеды и цели, что было не всегда возможно при стрельбе тихоходными электрическими самонаводящимися торпедами.
В Советском Союзе это был взрыватель типа НВС (неконтактный взрыватель со стабилизатором; это магнитодинамический взрыватель генераторного типа, который срабатывал не от величины, а от скорости изменения вертикальной составляющей напряжённости магнитного поля корабля водоизмещением не менее 3000 т на расстоянии до 2 м от днища). Он устанавливался на торпеды 53-38 (НВС мог применяться только в торпедах со специальными латунными боевыми зарядными отделениями).
Приборы маневрирования
В ходе Второй мировой войны во всех ведущих военно-морских державах продолжались работы по созданию приборов маневрирования для торпед. Однако только Германия смогла довести опытные образцы до промышленного производства (курсовые системы наведения FaT и её усовершенствованный вариант LuT).

#### FaT
Первый образец системы наведения FaT был установлен на торпеде TI (G7a). Была реализована следующая концепция управления — торпеда на первом участке траектории двигалась прямолинейно на расстояние от 500 до 12500 м и поворачивала в любую сторону на угол до 135 градусов поперек движения конвоя, а в зоне поражения судов противника дальнейшее движение осуществляла по S-образной траектории («змейкой») со скоростью 5—7 узлов, при этом длина прямого участка составляла от 800 до 1600 м и диаметр циркуляции 300 м. В результате траектория поиска напоминала ступени лестницы. В идеале торпеда должна была вести поиск цели с постоянной скоростью поперек направления движения конвоя. Вероятность попадания такой торпеды, выпущенной с носовых курсовых углов конвоя со «змейкой» поперек курса его движения, оказывалась весьма высокой.
С мая 1943 года следующую модификацию системы наведения FaTII (длина участка «змейки» 800 м) стали устанавливать на торпедах TII (G7e). Из-за малой дальности хода электроторпеды эта модификация рассматривалась в первую очередь как оружие самообороны, выстреливавшееся из кормового торпедного аппарата навстречу преследующему эскортному кораблю.

#### LuT
Система наведения LuT была разработана для преодоления ограничений системы FaT и принята на вооружение весной 1944 года. По сравнению с предыдущей системой торпеды были оборудованы вторым гироскопом, в результате чего появилась возможность двукратной установки поворотов до начала движения «змейкой». Теоретически это давало возможность командиру подлодки атаковать конвой не с носовых курсовых углов, а с любой позиции — сначала торпеда обгоняла конвой, затем поворачивала на его носовые углы и только после этого начинала движение «змейкой» поперек курса движения конвоя. Длина участка «змейки» могла изменяться в любых диапазонах до 1600 м, при этом скорость торпеды была обратно пропорциональна длине участка и составляла для G7a с установкой на начальный 30-узловой режим 10 узлов при длине участка 500 м и 5 узлов при длине участка 1500 м.
Необходимость внесения изменений в конструкцию торпедных аппаратов и счётно-решающего прибора ограничили количество лодок, подготовленных к использованию системы наведения LuT, всего пятью десятками. По оценкам историков, в ходе войны немецкие подводники выпустили около 70 торпед с LuT.

#### Авиационные торпеды
Германские авиационные торпеды были откровенно плохи, они были хуже советских аналогов.
Отвратительно работали гидростаты и неконтактные электромагнитные взрыватели, что заставило в конце 1941 г. принять на вооружение итальянскую торпеду «W». Позже стали выпускать модернизированный вариант итальянки — F5b, отличавшейся от оригинала ещё одним гироскопом, дополнительным прибором Обри и цилиндрической вставкой с дополнительными рулями для улучшения вхождения в воду.